# Robert Kiptoo Biwott
Robert Kiptoo Biwott (Kenia, 28 de enero de 1996) es un atleta keniano especializado en la prueba de 1500 m, en la que consiguió ser campeón mundial juvenil en 2013.

## Carrera deportiva
En el Campeonato Mundial Juvenil de Atletismo de 2013 ganó la medalla de oro en los 1500 metros, llegando a meta en un tiempo de 3:36.77 segundos que fue récord de los campeonatos, por delante del eritreo Tesfu Tewelde y de su paisano keniano Titus Kipruto Kibiego.